# Psychomyia tiani
Psychomyia tiani är en nattsländeart som beskrevs av Schmid 1997. Psychomyia tiani ingår i släktet Psychomyia och familjen tunnelnattsländor. Inga underarter finns listade i Catalogue of Life.